# Chrystyna-Zoriana Demko
Chrystyna-Zoriana Rostysławiwna Demko (ukr. Христина-Зоряна Ростиславівна Демко; ur. 23 czerwca 1998) – ukraińska zapaśniczka startująca w stylu wolnym. Trzynasta w indywidualnym Pucharze Świata w 2020. Brązowa medalistka mistrzostw Europy w 2021. 
Mistrzyni Europy U-23 w 2021. Trzecia na ME juniorów w 2018 roku.